# Stuttgart-Münster (stacja kolejowa)
Stuttgart-Münster (niem: Bahnhof Stuttgart-Münster) – stacja kolejowa w Stuttgarcie, w kraju związkowym Badenia-Wirtembergia, w Niemczech. Znajduje się na 5,2 km Schusterbahn. Kod w katalogu na oficjalnej stronie wynosi TSM. Od 1926 do 2000 miała również dostęp do Industriebahn Münster–Cannstatt.
Stacja jest obsługiwana w dni powszednie przez poszczególne pociągi regionalne. Na torze 1, który jest jedynym peronem, pociągi zatrzymują się w obu kierunkach do Kornwestheim i Untertürkheim. Pozostałe tory przeznaczone są dla pociągów lub wagonów towarowych.
Stacja Stuttgart-Münster zgodnie z Deutsche Bahn AG, posiada najniższą kategorię 7.